# Hyperpaysage
Un hyperpaysage est à l'image ce qu'un hypertexte est au texte. C'est un média dans lequel il est possible de naviguer grâce à des zones sensibles (hotspots) qui se comportent comme des liens web internes ou externes.

## Photographie panoramique et hyperpaysage
À la base, un Hyperpaysage est souvent une photographie panoramique, défilante visualisable dans un navigateur.
Cette photographie panoramique peut-être ou non une photographie à 360°, l'essentiel est qu'elle comporte des zones sensibles.
Les photographies panoramiques sont largement utilisées pour proposer des visites virtuelles de biens immobiliers ou présenter un site touristique. 
Depuis le début des années 2000, à partir de cette base de visite virtuelle, des chercheurs en éducation relative à l'environnement du Laboratoire de méthodologie de la géographie de l'Université de Liège et de l'Institut d'Eco-pédagogie ont développé le principe des hyperpaysages dont les usages se sont largement développés dans l'enseignement de la géographie en Belgique, en France ou encore au Quebec.
Leur usage rend plus accessible aux apprenants la lecture du paysage et l'analyse paysagère, laissant aussi à l'observateur le choix du point de vue et de l'accès aux détails. La photographie panoramique élimine le cadrage, ne laissant au photographe que le choix du point de prise de vue. Les hyperliens intégrés explicitent les éléments significatifs ou ouvrent sur des documents complémentaires.